# Igantzi
Igantzi – gmina w Hiszpanii, w Nawarze, o powierzchni 16,56 km². W 2011 roku gmina liczyła 634 mieszkańców.